# 陳三元 (陀槍師姐)
陳三元（警員編號：WSP20447）是陀槍師姐系列的角色，1998年首先在香港無綫電視連續劇《陀枪师姐》登場，之後亦在2000、2001、2004及2021年連續劇《陀枪师姐II》、《陀枪师姐III》、《陀枪师姐IV》和《陀枪师姐2021》內，繼續成為主要角色。該角色由香港女演員滕麗名飾演。

## 个性
剧中是王二妹和陈大生的长女。
性格及背景：爽朗率直、富正义感、好胜心强、外刚内柔。
由于父亲早逝，便肩负起照顾家庭的责任。
三元自幼受陈小生影响，怀着满腔热诚当警察，却遭歧视，更因此与程峰产生误会，后经合作，二人误会冰释，三元更对程峰产生好感，二人堕入爱河。

## 劇中經歷

### 陀槍師姐
陳三元自小受叔叔陳小生（歐陽震華飾）影響，大學畢業後便投身警界，做其陀槍女警，亦因而認識了當文職的師姐朱素娥（關詠荷飾），娥乃 一失婚婦女，加入警隊只是因為職高薪厚。 娥本以為自己幸福美滿，豈料丈夫竟有婚外情，娥傷心欲絕，離婚後為了生活唯有申請陀槍，搏扎升職。 此時，娥亦結識了小生，二人更由鬥氣冤家，漸漸變成愛侶。
三元因表現出色被調往「反色情組」跟辦事嚴謹的程峰（魏駿傑飾）合作，二人因意見紛歧，時有衝突。 幸後彼此相互了解，化敵為友，成了一對好「兄弟」！ 但一次偶然，元發現對峰已種下感情，但當...

### 陀槍師姐 II
陳三元與程峰（魏駿傑飾）雖順利結成夫婦，但由於兩人均好強，婚後常起衝突，工作上亦互相對峙，元毅然申請調職，加入了衝鋒隊。 自此，峰與元聚少離多，鋒寂寞難耐下到酒吧賣醉，竟與一女郎發生一夜情，元知悉後憤然與鋒分居。為與峰拗氣，三元過份冒險地追查一宗「的士色魔」案件，卻不慎落入魔掌。

### 陀槍師姐 III
承接第一、二輯的陀槍師姐，第一代陀槍師姐陳三元在這一輯將會接受新的考驗，與新紮師姐衛英姿（蔡少芬飾）同時進入警察交通部，當鐵騎女警。其時三元剛升職為見習督察，與英姿同隸屬交通部西九龍警區其中一小隊。英姿與父衛英雄相依為命，雄年輕時為飛車特技人，在行內甚有名聲，英姿受雄影響，自少便對車有濃厚興趣，英姿投考警員當交通警，亦因為能駕著車在公路上飛馳。英姿第一天上班，便遇上高級督察陳小生（歐陽震華飾），差點發生交通意外，二人均對對方俱留下不好印象，其後生每次見到她，總有事發生，令生認定姿是自己剋星，對她敬而遠之。元是英姿的上司，二人因為身份有別、性格各異，且面對這樣特殊的工作環境，對事情的處理常有不同看法，合作欠缺默契，不斷產生摩擦和衝突。三元覺姿處事太不成熟，又喜藉故飛車，對她甚為不滿，認為她不適合當交通警，欲把她調走。及後二人在一次追捕辣手飛車黨的行動中，英姿憑超卓駕駛技術勇救三元之餘，更把匪徒繩之於法，自此二人前嫌盡釋、互相配搭，成為工作上的好拍檔、工作以外的好朋友。
三元為應付見習期內能夠升為正式督察，她決定全心專注在工作上。但因此不得不把家庭及一對可愛的兒女置於次要位置；久而久之，丈夫程峰（魏駿傑飾）亦開始有微言，二人無法遷就，摩擦日深。 那邊廂，生為調查案件，因常到心意吧而認識王素心，並與雄發生誤會，可是二人最後竟化敵為友，後來更成莫逆之交。可惜英姿的極速追截飛車的行為，始終得不到上司的認同，最後更把英姿調往生帶領的特遣特遣隊中。英姿覺特遣隊的工作十分瑣碎無聊，而上司生的工作態度散漫、處事又不認真，結果不斷地發生摩擦。但隨著合作日久，英姿發覺生並非想像般懶散，及後知悉生與娥的前事，始知生原來是個長情的人，對他改觀，二人開始成好友。 而姿一直暗戀年青有為的榮兆佳（蔡子健飾），但卻缺乏表白勇氣，生遂成為英姿的戀愛顧問，可是當二人成為情侶後，英姿才察覺到，心裡的真愛原來是一直在自己身邊而非別人。
另一方面，三元與峰關係越來越惡劣，幸姿從旁開解勸導，三元才醒覺一直只為工作而忽略家人，正當元想補救之際，一次無心之失的意外，令二人離婚收場！與此同時，英姿終衝破重重障礙，決定與心上人一起，可是卻遭雄從中阻止、極力反對。究竟三元、英姿二人能否與心上人終成眷屬，且看新一代陀槍師姐。

### 陀槍師姐 IV
陳三元再度懷孕，卻被診斷出患上毒血症，如要扣住胎兒必須以自己的性命作賭注。
重案組督察程峰（魏駿傑飾）面臨家庭的重大危機之餘，另一方面又要打擊黑幫「洪英社」。 就在正邪衝突達白熱化時，「洪英社」新任龍頭穎向峰示愛，峰將如何抉擇？重案組督察程峰為蒐集黑幫「洪英社」新任龍頭天穎的犯罪證據，佯裝接受穎的追求。天穎得其夫成展才（麥長青飾）協助，順利與毒販何濟合作販賣軟性毒品。 警方臥底豪得知穎將有毒品交易，遂用波斯密碼通知峰交易地點，峰到場發現撲空，始知是穎設的局。豪臥底身份被穎揭發，程峰為救豪與穎起爭執，展才突然出現，一怒之下錯手殺害穎，並將事件嫁禍峰。「洪英社」中人推舉展才做龍頭掌管社團事條。程峰在生日當天被展才襲擊至重傷，展才更將程峰連人帶車推落海，至此人間蒸發、生死未卜.....
三元對峰的失蹤仍存希望，深信峰仍然尚在人間，繼續四處尋他下落。

### 陀槍師姐 2021
陳三元，為警隊上下無人不曉的傳奇人物，丈夫程峰失蹤多年，女兒程莎莎長大成人並出國留學，令三元專註事業，成為女強人，三元現時已是高層，在一次連環爆炸案中聯同被兇徒視為目標的蒙漢森（陳豪飾）及戴安娜（宣萱飾）合力偵破。
過程中，三元與漢森默契十足，漢森的大男人性格令三元不禁想起程峰，對漢森有所好感。
三元表面上放下程峰，但是漢森有意與其發展，三元卻動搖，終於認清心裏仍有峰的存在，就算是完美的人，都不可以取代峰的位置，三元決意繼續等他回來，不斷同自己說峰只是在世界某個角落生活，疑似暗示這句說話是為續集留下伏筆.....

## 最不幸的发生的事[1]
在《陀槍師姐ll》，因為辦案，遭到鮑國平（翁文成）強姦，后患上创伤后压力后遗症。
在《陀槍師姐lll》，辦案時，程嘉嘉遭到鮑國平（翁文成）指示的郭錦安綁架，後遭撕票殺害。另一方面，程峰接送程莎莎放學時，大喊爸爸撞見碰見李大軍，又剛好因為解向東被程峰槍殺身亡，於是弟弟解向南一直想報仇所以一直拿程莎莎來虐待甚至想撕票，最後把程莎莎放在抽風機內，然後安置的炸彈最後平安無事。
在《陀槍師姐lV》劇集的尾端，成展才先拿斧頭襲擊程峰致重傷昏迷了並把它推進車上，將他連人帶車推下海裡面，導致其人間蒸發和生死未卜。於2010年中因為時隔7年都找不到其蹤跡，最後在法律上被宣告已經死亡。
在《陀槍師姐2021》劇集的尾端，因為陳三元手上有錢順潮犯罪證據，拿錢委托張耀忠拿取犯罪證據，於是綁架了程莎莎，來交換犯罪證據，最後被戴安娜救出，最後拿回了犯罪證據，但最後發生了車禍，導致腦部擦傷，並沒有大礙。

## 登場作品

### 影視
- 陀枪师姐（1998年）
- 陀枪师姐II（2000年）
- 陀枪师姐III（2001年）
- 陀枪师姐IV（2004年）
- 陀枪师姐2021（2021年）

## 外部網址
- 陈三元- 百度百科
- 陳三元-TVB （页面存档备份，存于）